# Агія де Мараба
«Агія де Мараба» (порт. Águia de Marabá) — бразильський футбольний клуб, який базується в місті Мараба, штат Пара. Заснований 22 січня 1982 року.